# Саленко Роман Олегович
Роман Олегович Саленко (нар. 18 травня 2005, Київ, Україна) — український футболіст, центральний півзахисник «Динамо» (Київ).

## Клубна кар'єра
Роман Саленко народився 18 травня 2005 року в Києві в родині футболіста Олега Саленка. У віці семи років пішов до дитячо-юнацької академії «Динамо» імені Валерія Лобановського, де першим тренером став Сергій Величко. Втім, закріпитись у столичній академії футболіст не зумів і був переведений до дитячої команди «Діназ», з ним став переможцем вищої ліги ДЮФЛ серед команд U-16 у сезоні 2020/21. У наступному сезоні підписав дебютний професіональний контракт із першою командою «Діназа». До кінця року зіграв за клуб 8 матчів у другій лізі, а також одну гру в розіграші Кубка України.
У липні 2022 році опинився на перегляді в юнацькій команді «Динамо» (Київ), а наступного місяця підписав контракт із «біло-синіми». Дебютував за «Динамо» U-19 23 серпня 2022 року у виїзному поєдинку чемпіонату України серед юнацьких команд проти «Інгульця» (4:1). Загалом у дебютному сезоні в чемпіонаті U19 провів 21 матч.
23 листопада 2024 року дебютував за першу команду у матчі чемпіонату проти «Чорноморця» (3:1), вийшовши на заміну на 90-й хвилині замість Віталія Буяльського.
21 січня 2025 року дебютував в єврокубках вийшовши на заміну на 87-й хвилині в виїзному матчі проти «Галатасарая» (3:3).

## Виступи за збірну
У листопаді 2023 року отримав виклик до юнацької збірної України (U-19) на матчі відбору до Євро, зігравши у всіх трьох іграх.

## Досягнення
«Динамо»:
 Чемпіон України: 2024/25